# Gordy Christian
Gordon Eugene Christian, detto Gordy (Warroad, 21 novembre 1927 – Warroad, 2 giugno 2017), è stato un hockeista su ghiaccio statunitense.
I suoi fratelli Billy e Rog Christian, anche loro hockeisti su ghiaccio, hanno vinto la medaglia d'oro a Squaw Valley 1960.

## Palmarès

### Olimpiadi invernali
- 1 medaglia:
  - 1 argento (Cortina d'Ampezzo 1956)